# TG4

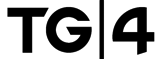
Logo

TG4 is een nationale televisiezender uit Ierland die bijna uitsluitend in het Iers uitzendt.
De uitspraak van TG4 in het Iers is /tʲeː ɟeː cahəɾʲ/.